# Dekanat obornicki

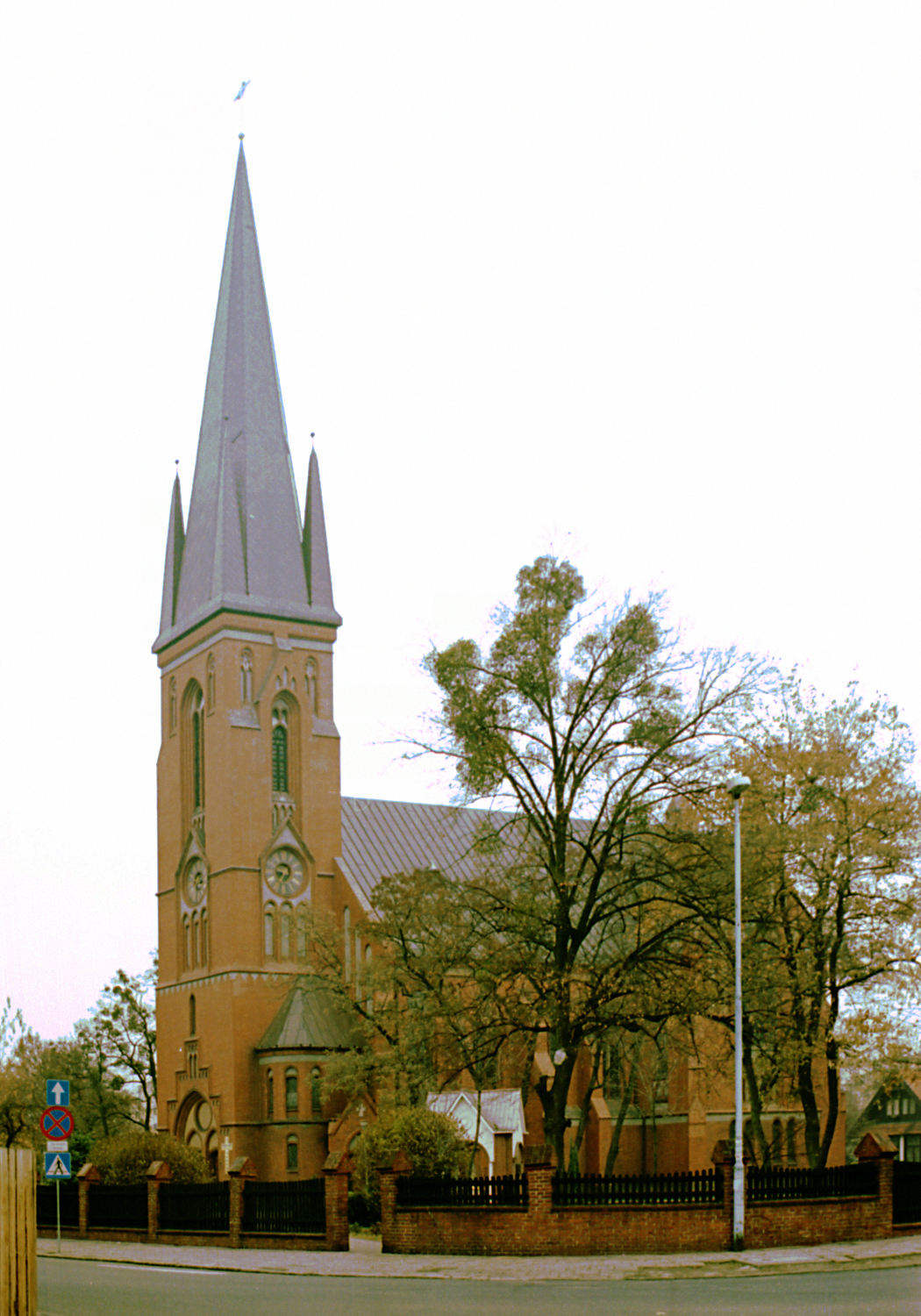
Kościół św. Józefa w Obornikach

Dekanat obornicki – jeden z 43 dekanatów archidiecezji poznańskiej z siedzibą dziekana w Obornikach.
Dekanat obornicki składa się z dziesięciu parafii:
- parafia Miłosierdzia Bożego w Obornikach (dawniej Świętego Krzyża)
- parafia Najświętszej Maryi Panny Wniebowziętej w Obornikach
- parafia św. Józefa Oblubieńca Najświętszej Maryi Panny w Obornikach
- parafia św. Bartłomieja Apostoła w Objezierzu (Objezierze)
- parafia św. Jana Chrzciciela w Ludomach (Ludomy)
- parafia św. Katarzyny w Rożnowie (Rożnowo)
- parafia św. Michała Archanioła w Łukowie (Łukowo; zarządzana przez parafię w Rożnowie)
- parafia św. Mikołaja w Maniewie (Maniewo)
- parafia pw. Najświętszego Serca Pana Jezusa i św. Anny (Kiszewo)
- parafia pw. Wszystkich Świętych (Chludowo)

Administracyjnie dekanat znajduje się na prawie całym obszarze gminy Oborniki, w północnej części gminy Suchy Las oraz w południowej części gminy Ryczywół (Ludomy).
Niegdyś w skład dekanatu wchodziła parafia w Cerekwicy.

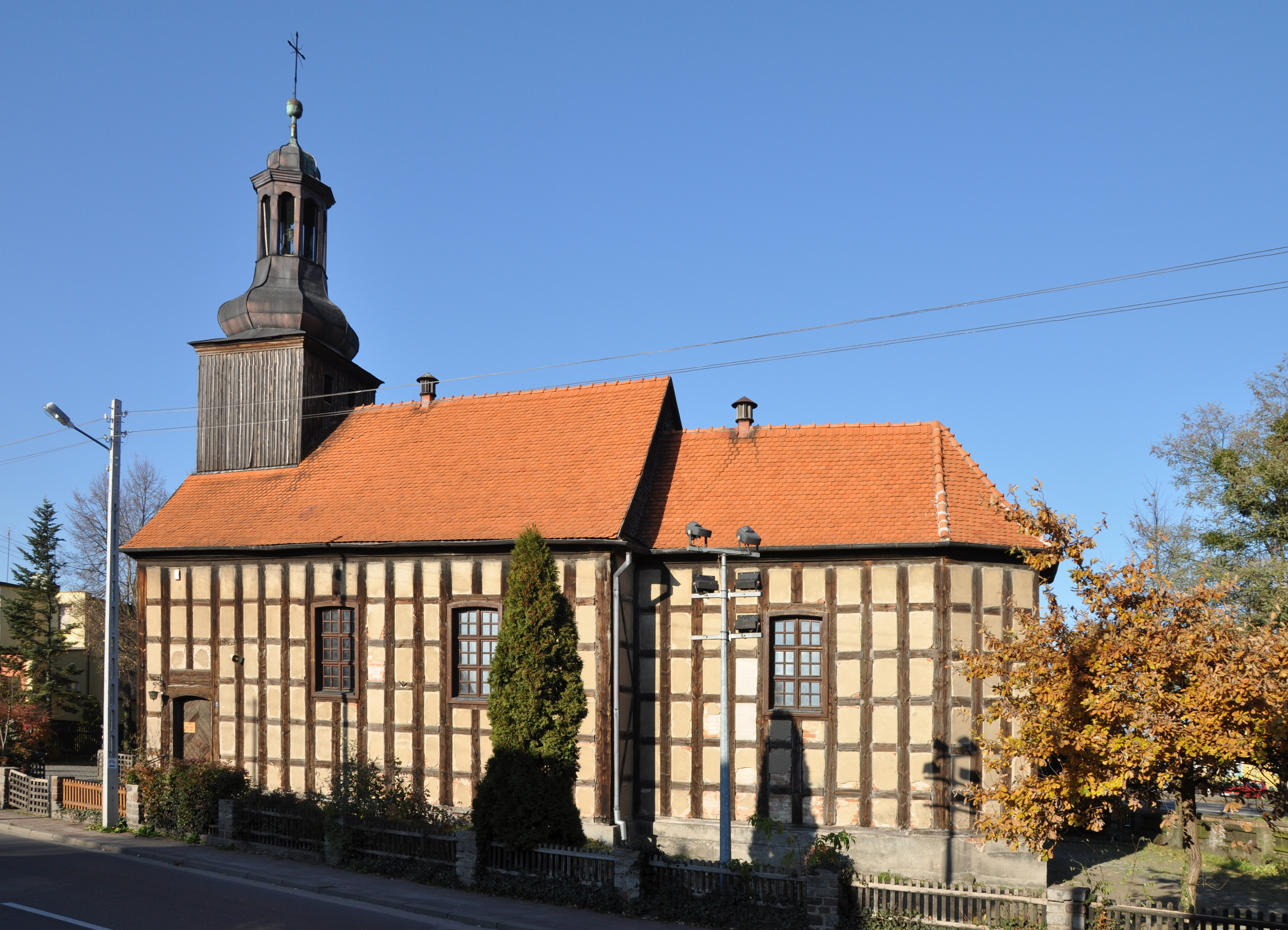
Kościół Świętego Krzyża w Obornikach
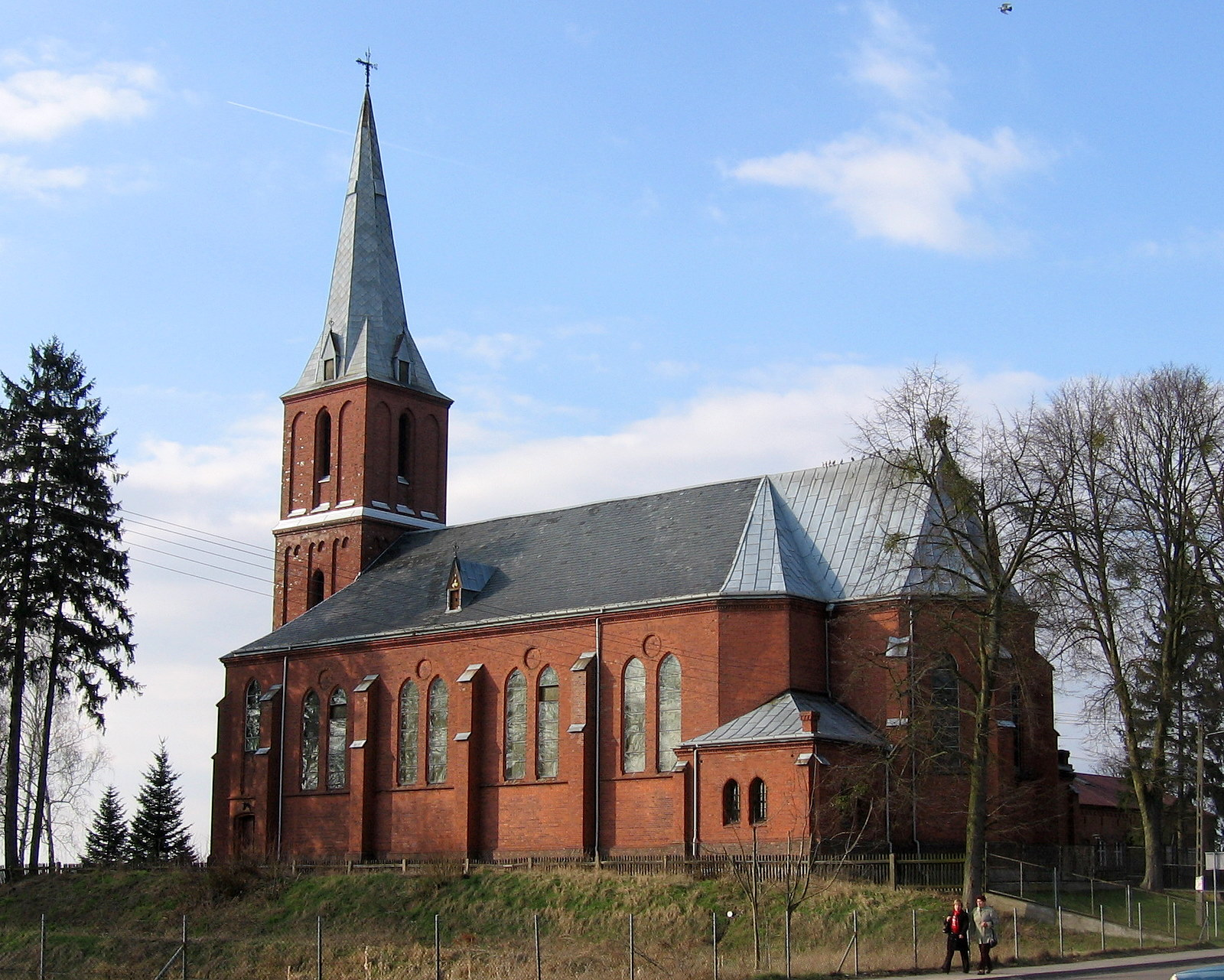
Kościół św. Jana Chrzciciela w Ludomach